# Mount Peddie
Mount Peddie ist ein Berg im westantarktischen Marie-Byrd-Land. Am nördlichen Ende der Ford Ranges ragt er 8 km nördlich des Webster Bluff auf.
Der United States Geological Survey kartierte ihn anhand eigener Vermessungen und Luftaufnahmen der United States Navy aus den Jahren von 1959 bis 1965. Das Advisory Committee on Antarctic Names benannte ihn im Jahr 1966 nach Norman W. Peddie, Geomagnetiker und Seismologe auf der Byrd-Station im Jahr 1964.